# シャープさん・フラットさん
『シャープさん・フラットさん』は、1962年4月6日から1970年3月30日までNHK総合テレビで放送されたクイズ番組である。カラー放送。

## 概要
2人の解答者が「シャープさん」と「フラットさん」に分かれ、レコードや生演奏で出題される音楽のタイトル（クラシック、ポピュラー、歌謡曲等）を当てる音楽クイズである。スタジオに設えた碁盤風の電光掲示板（横軸M・U・S・I・C、縦軸1・2・3・4・5の25マス）を使い、最初の問題でシャープ（#）かフラット（♭）かの陣地を決め、次の問題以後は正解した際にその解答者が1マスを選んで自分の符号を埋めていく。不正解だとお手つきとなり、お手つき二つで一時解答権を失う。最終的に縦横斜めにマスが一列揃えば勝ち（5人抜きで賞金と賞品が贈られる）、というビンゴゲーム的な要素を絡ませたものである。
音楽を聴いて楽しむ要素があり、『クイズ・ドレミファドン!』（フジテレビ系列、1976年 - 1988年）などのイントロクイズのように、イントロ段階で激しく早押しを競うようなスタイルではなかった。

## 放送時間
いずれも日本標準時。
- 1962年4月6日～1964年4月3日：金曜日 19:30 - 20:00
- 1964年4月17日～1965年4月2日：金曜日 20:00 - 20:30
- 1965年4月5日～1966年3月28日：月曜日 12:15 - 12:40
- 1966年4月4日～1970年3月30日：月曜日 12:20 - 12:45

## 司会
- 尾島勝敏（当時NHKアナウンサー）

## 番組の現存状況
番組が放送された時期は2インチVTRのテープが非常に高価だったので、放送終了後に上書きで使い回され、NHKに映像は残っていない。